# Ken McArthur
Kennedy Kane "Ken" McArthur (Dervock, Comtat d'Antrim, Irlanda del Nord, 10 de febrer de 1881 – Potchefstroom, 13 de juny de 1960) va ser un maratonià sud-africà que va competir a començaments del segle xx.
Nascut a Dervock, Comtat d'Antrim, Irlanda del Nord, McArthur fou reconegut com una promesa en l'atletisme durant la seva adolescència, però no fou fins després d'emigrar a Sud-àfrica, el 1901, quan s'hi dedicà.
Després d'integrar-se al cos de policia de Johannesburg el 1906, McArthur va començar a prendre's seriosament l'atletisme. Aviat guanyà els campionats del Transvaal de la mitja, la milla i el campionat de pista de cinc milles, així com dos campionats nacionals de camp a través.
McArthur va córrer la seva primera marató a finals de 1908, en què va vèncer al medallista olímpic Charles Hefferon. També va guanyar el títol nacional de la milla i les deu milles.
El 1912 va prendre part en els Jocs Olímpics d'Estocolm, on disputà l'marató del programa d'atletisme. McArthur s'imposà al també sud-africà Christian Gitsham oer 58", en una cursa disputada sota unes dures condicions meteorològiques amb temperatures de fins a 30 °C.
El 1913 patí una important lesió al peu i es va veure obligat a retirar-se de l'atletisme. Durant la seva carrera esportiva guanyà les sis maratons que disputà.